# Viram Jasani
Viram Jasani (* 1945) je indický hudebník a skladatel narozený v Keni, hrající na sitar a tabla. Nejvíce je znám pro svou účast při nahrávání písně "Black Mountain Side" skupiny Led Zeppelin z roku 1969, na jejich debutovém albu. Byl mu udělen čestný titul University of York v březnu roku 2007.

## Discografie
- 1972: Ragas: Streams of Light (with Mrinal Sen Gupta, Lateef Ahmed Khan & Surendra Kamat)
- 1995: Rags, Malkauns and Megh (with Gurdev Singh & Ustad Latif Ahmed Khan)

## Významné účasti
- 1968: soundtrack (Boom!) by John Barry
- 1969: "Black Mountain Side" (Led Zeppelin)
- 1971: soundtrack (The Trojan Women) od Mikise Theodorakise
- 1972: Dream Sequence od Cosmic Eye
- 1973: "Emperor Nero" (The Height Below) od Johna Williamse
- 2008: Etudes/Radha Krishna by John Mayer [recorded 1971]